# Pablo Hermoso de Mendoza González
Pablo José Hermoso de Mendoza González (Logroño, 1972) es un economista y político español del Partido Socialista Obrero Español. Fue alcalde de Logroño (2019-2023).

## Biografía

### Infancia
Pablo hizo la EGB (Educación General Básica) en el colegio Rey Pastor de Logroño (capuchinos-franciscanos) y el Bachillerato (BUP y COU) en el IES Escultor Daniel, el llamado Mixto 3, en la zona Oeste de Logroño. El tercer instituto creado en los años 80 en Logroño tras el IES Sagasta y el IES Hermanos D´ElHuyar. 
Sus abuelos maternos vivieron la II Guerra Mundial en Francia, como exiliados españoles, luego marcharían a Venezuela. Tras años en tierras venezolanas regresaron a España y se asentaron en Logroño donde desde los años 60 regentarían una corsetería-mercería en la calle Sagasta. Los abuelos paternos y su padre nacieron en Navarra. 
Cuando contaba dieciocho años de edad, falleció su padre. Su madre sacó adelante a la familia (Pablo y su hermano), regentando el comercio familiar.

### Formación y desarrollo de actividad profesional
Pablo Hermoso de Mendoza es licenciado en Ciencias Económicas (especialidad Economía Aplicada) por la Universidad de Zaragoza. Realizó el último año de estudios en la Universidad de Trier (Alemania). Posteriormente continuó su formación realizando un máster de Marketing Internacional y Comercio Exterior. Con la formación adquirida, fue nombrado responsable comercial para el mercado alemán en las líneas de HORECA, bricolaje y hogar en la empresa Araven Group (1998-1999).
Regresó a Logroño, donde comenzó a trabajar como responsable del departamento de Formación y Empleo en la Federación de Empresarios de La Rioja en el periodo 1999-2006. A partir de 2006 fue nombrado Jefe del departamento de Innovación y Tecnología, tras formarse como experto en la Gestión de I+D+i. Desempeñaría este cargo en el periodo 2006-2009 alentando y promoviendo la innovación en la empresa riojana. En este periodo fue miembro del Consejo Social de la Universidad de La Rioja y del Consejo Riojano de I+D+i. 
A partir de 2009 abandona la FER y se embarca en un proyecto de desarrollo empresarial de carácter tecnológico, pasando a ser el responsable comercial de la empresa GNOSS, empresa tecnológica riojana dedicada al desarrollo de Grafos de Conocimiento en el campo de la Inteligencia Artificial mediante la construcción de una plataforma semántica. Durante 10 años trabaja como responsable comercial desarrollando proyectos para instituciones como Museo del Prado, BBVA, Ministerio de Educación, Grupo Santillana, Universidad de Deusto, etc. 
En septiembre de 2018 abandona GNOSS y se presenta como militante de base a las primarias abiertas del PSOE de La Rioja para ser candidato a la Alcaldía de Logroño. En ese periodo realiza el máster de formación del Profesorado de Educación Secundaria Obligatoria en la UNED. 
El 25 de noviembre en un proceso de participación abierto a militantes y simpatizantes, Pablo Hermoso de Mendoza es elegido candidato a la Alcaldía de Logroño. El 26 de mayo de 2019 el PSOE gana las elecciones en Logroño y el 15 de junio Pablo Hermoso de Mendoza es investido Alcalde de Logroño con el apoyo del PSOE, PR, Unidas Podemos.

### Trayectoria política

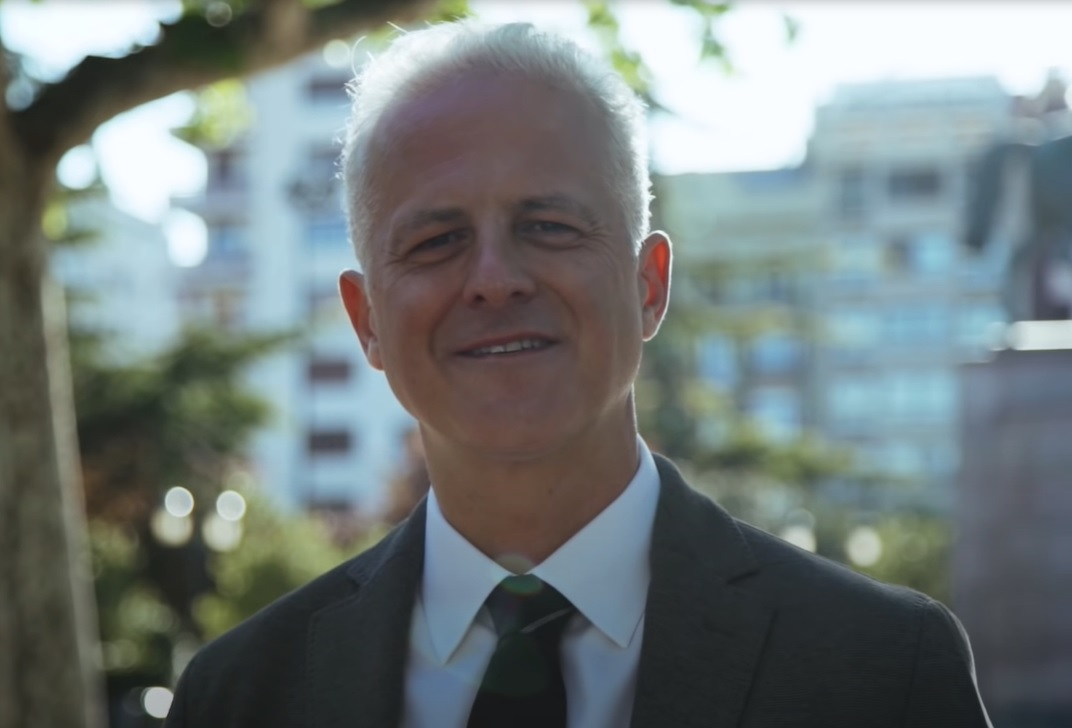
Hermoso de Mendoza en un spot publicitario de PSOE de La Rioja.

Al fallecer su abuela, en febrero de 2015, Hermoso de Mendoza decidió militar en el PSOE. En octubre de 2018 comenzó su trayectoria política presentándose a las primarias abiertas a militantes y simpatizantes en Logroño. Al ganar las primarias pasa a ser el cabeza de lista en la candidatura del PSOE al ayuntamiento de la capital riojana. Y tras vencer en las elecciones municipales de 2019  fue investido alcalde de Logroño el 15 de junio de 2019. Hermoso de Mendoza fue apoyado por el Grupo Socialista, Unidas Podemos y el Partido Riojano.
Tras los resultados de las elecciones municipales de 2023, el Partido Popular consiguió la mayoría absoluta en el consistorio, por lo que Hermoso de Mendoza fue sustituido por el popular Conrado Escobar Las Heras, que fue investido alcalde el 17 de junio de 2023.